# Sosnówka (powiat Bialski)
Sosnówka is een dorp in het Poolse woiwodschap Lublin, in het district Bialski. De plaats maakt deel uit van de gemeente Sosnówka en telt 520 inwoners.